# Lytton Strachey
Giles Lytton Strachey (Londres, 1 de març de 1880 - Ham, Wiltshire, 21 de gener de 1932) va ser un escriptor i biògraf anglès, membre del Cercle de Bloomsbury.

## Biografia
Va ser l'onzè dels tretze fills dels aristòcrates sir Richard Strachey, tinent general de l'exèrcit colonial, i Jane Maria Grant, una activa sufragista. Un dels seus germans, James Strachey, va ser un destacat psicoanalista i traductor a l'anglès de les obres de Sigmund Freud. Després d'haver començat a estudiar història a Liverpool, va ingressar en el Trinity College de Cambridge (1899-1905), on es va especialitzar en literatura francesa, i va freqüentar el grup dels anomenats Apòstols; d'aquí va passar al londinenc Cercle de Bloomsbury, on va intimar amb el filòsof George Edward Moore, l'economista John Maynard Keynes i l'editor Leonard Woolf. Allí va conèixer a la seva gran amiga, la pintora Dora Carrington, que es va enamorar d'ell malgrat que Lytton no podia correspondre-li a causa de la seva homosexualitat, i a l'escriptor Gerald Brenan.

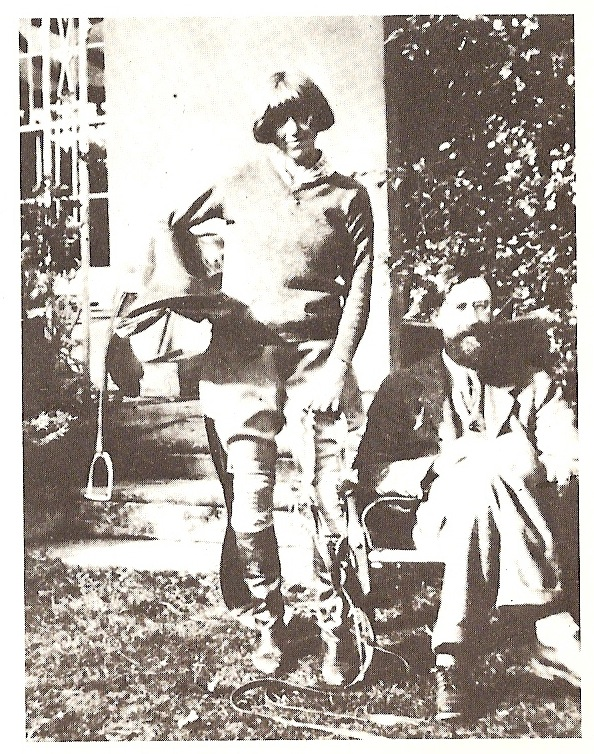
Lytton Strachey amb Dora Carrington

Es dedicava en aquells dies a exercir la crítica literària a The Spectator. Pacifista, va ser declarat pintorescament inútil per al servei militar quan va esclatar la I Guerra Mundial. Es va anar inclinant al gènere de la biografia, en el qual va arribar a destacar com un mestre, però del que es va valer sobretot per satiritzar la moral hipòcrita i les conductes intolerants de l'Anglaterra victoriana; no obstant això va escriure primer Landmarks in French Literature (1912), i després els cèlebres Eminent Victorians (1918), col·lecció de quatre semblances de destacats herois de la generació anterior: el catòlic cardenal Manning, la famosa infermera Florence Nightingale, el pedagog i humanista director del Col·legi de Rugbi Thomas Arnold i el maniàtic general Charles Gordon, que va morir en el setge de Kartum.
L'estil irònic i irreverent que va adoptar cap a aquestes venerables figures va forjar una nova manera d'escriure biografies, on importava més l'índole del personatge, el detall revelador de la seva personalitat, que l'acumulació documental de minúcies històriques poc significatives. La seva obra mestra en el gènere és la biografia de Queen Victoria (1921), però també va compondre algunes biografies més, com Elizabeth and Essex: A Tragic Historyr, i algunes peces narratives, com Ermyntrude i Esmeralda, una novel·la epistolar on dues dames victorianes de classe alta intercanvien cartes informant-se sobre els seus mutus descobriments entorn del sexe. Va escriure també dos assajos on tractava la problemàtica homosexual que van romandre inèdits en vida: Nits Àrabs, sobre la història d'un rei que s'enamora d'un jove pastor, i una defensa de l'homosexualitat. A principis de 1931 va començar a patir un càncer d'estómac, quan vivia amb Dora Carrington; mort el 21 de gener de 1932, la pintora no va poder superar aquesta desgràcia i es va suïcidar.
La vida de Lytton Strachey ha estat minuciosament investigada i reconstruïda pel biògraf Michael Holroyd (1994) i les seves Letters han estat impreses recentment per Paul Levy (2005).

## Cinema
La relació entre Lytton Strachey i Dora Carrington va ser portada al cinema en la pel·lícula de 1995 "Carrington", escrita i dirigida pel britànic Christopher Hampton i protagonitzada per Jonathan Pryce en el paper de Strachey i Emma Thompson en el paper de Carrington.

## Obres

### Prosa
- Landmarks in French Literature (1912)
- Eminent Victorians: Cardinal Manning, Florence Nightingale, Dr. Arnold, General Gordon (1918)
- Queen Victoria (1921)
- Books and Characters (1922)
- Elizabeth and Essex: A Tragic History (1928)
- Portraits in Miniature and Other Essays (1931)
- Characters and Commentaries (ed. James Strachey, 1933)
- Spectatorial Essays (ed. James Strachey, 1964)
- Ermyntrude and Esmeralda (1969)
- Lytton Strachey by Himself: A Self Portrait (ed. Michael Holroyd, 1971)
- The Really Interesting Question and Other Papers (ed. Paul Levy, 1972)
- The Shorter Strachey (ed. Michael Holroyd and Paul Levy, 1980)
- The Letters of Lytton Strachey (ed. Paul Levy, 2005) ISBN 0-670-89112-6

### Versos
- Ely: an Ode (escritos en el Trinity College)